# Yasumatsuiola orientalis
Yasumatsuiola orientalis är en stekelart som beskrevs av Trjapitzin 1977. Yasumatsuiola orientalis ingår i släktet Yasumatsuiola och familjen sköldlussteklar.
Artens utbredningsområde är:
- Filippinerna.
- Thailand.

Inga underarter finns listade i Catalogue of Life.